# 根索卡
根索卡（1953年6月27日—），一譯金速卡，柬埔寨政治人物與社會運動家，曾任柬埔寨救国党主席。2016年10月至2017年1月，他曾擔任柬埔寨國民議會最大反對黨領袖；而在此之前的2014年8月至2015年10月，他曾擔任國民議會副主席。自2008年起，他代表磅湛省選區擔任國會議員。2007年至2012年期間，他擔任自己創建的人權黨領導人。

## 求學與從政
根索卡擁有捷克共和國布拉格化工大学生物化學碩士學位，以及柬埔寨金邊皇家法律與經濟大學法律學位。
根索卡是原人權黨领导人，2012年与桑兰西党合并成立柬埔寨救国党，并任救国党副主席。其後擔任柬埔寨国民议会前副主席。他曾擔任柬埔寨非政府组织—柬埔寨人权组织的主席，任内期间曾被指控私吞组织的外国援助资金。
2015年10月26日数千名金边群众在国会大厦前抗议，要求国民议会主席韩桑林撤销救国党副主席根索卡国会第一副主席的职务。當时，两位救国党国会议员（杨忠蓝和关沙彼）被“反根索卡示威群众”围殴受伤，被送至泰国治疗与手术；同时柬埔寨部分省市与柬泰边境军区的将领们也掀起了“反根索卡”示威与呼呼下台的热潮。2015年10月30日柬埔寨国会召开会议，并通过投票决定撤销救国党副主席根索卡的国会第一副主席职务。
2017年2月11日，柬埔寨救国党主席桑兰西突然宣布辞去该党主席之位，随后2017年3月2日在救国党一个特别大会上，代主席根索卡正式被选为该党主席。
2017年9月3日凌晨，柬埔寨政府公告称根索卡涉嫌叛国罪和间谍罪，警方已于当日0时35分在他位于金边的家中将其逮捕。抓捕前数小时，社交媒体上出现了一段柬埔寨广播网（其总部位于澳大利亚）播出的视频，视频中根索卡于2013年12月8日在澳大利亚对其支持者发表演说，他表示正在根据美国要求制订推翻柬埔寨现政权的计划。柬埔寨政府的公告中称根据这一视频和其他证据，金速卡将被指控叛国罪和间谍罪。
2018年9月，根索卡獲准保釋離開監獄，但被軟禁於家中。

## 偷情丑闻
2016年2月29日，柬埔寨脸书（Facebook）爆料救国党副主席根索卡与一名女子偷情，且在电话中诽谤救国党“明星”提索万塔，导致提索万塔倒向执政党；該通话内容涉及性事（两天根索卡与该女子做爱十次），但救国党代主席根索卡对此事未作评论，还转达到其党内积极分子，不要在意这些“胡扯”的事。